# Roman Braguine
Pour les articles homonymes, voir Braguine.
Roman Guennadievitch Braguine (en russe : Роман Геннадьевич Брагин) est un joueur russe de volley-ball né le 17 avril 1987. Il mesure 1,87 m et joue libero.

## Clubs
| Club               | De        | À         |
| ------------------ | --------- | --------- |
| Luch Moscou        | 2005-2006 | 2005-2006 |
| Dinamo Moscou      | 2005-2006 | 2012-2013 |
| Lokomotiv Belgorod | 2013-2014 | ...       |

## Palmarès
- Ligue des champions (1)
  - Vainqueur : 2014
  - Finaliste : 2010
- Coupe de la CEV (1)
  - Vainqueur : 2012
- Championnat de Russie (1)
  - Vainqueur : 2008
  - Finaliste : 2007, 2011, 2012
- Coupe de Russie (1)
  - Vainqueur : 2008
  - Finaliste : 2007, 2010